# Miguel Ángel Jiménez Parejo
Miguel Ángel Jiménez Parejo (Madrid, 9 de septiembre de 1970) es un militar y atleta español, especialista en carreras de ultramaratón. Ganó una medalla de bronce en el Campeonato Mundial de 100 kilómetros de 2008 y una medalla de bronce en el Campeonato Europeo de 100 kilómetros de 2008. Entre 2022 y 2024 fue el coronel jefe en el Tercio «Duque de Alba», 2.º de la Legión, perteneciente a la Comandancia General de Ceuta.

## Biografía
Miguel Ángel Jiménez Parejo nació el 9 de septiembre de 1970 en Madrid, hijo de Bartolomé Jiménez Pantoja, oficial del Ejército de Tierra, y de Julia Parejo Sánchez, profesora. Es el segundo de cinco hermanos. Es hermano de la pintora y grabadora Paloma Jiménez Parejo.
Cuando tenía 4 años su familia se mudó a Algeciras por motivos laborales de su padre, y allí vivió hasta los 15 años, cuando nuevamente se mudaron por motivos laborales, esta vez a Cádiz.
Está casado con María José González Jiménez, con quien tiene tres hijos.

## Carrera deportiva
Comenzó en el atletismo cuando estaba destinado en Ronda, participando en la carrera de los 101 kilómetros organizada por la Legión, la cual ganó en 2 ocasiones. A raíz de sus buenos resultados, comenzó a competir con más frecuencia y se proclamó 3 veces campeón de España de 100 kilómetros.
En 2008 ganó una medalla de bronce en el Campeonato Mundial y Europeo de 100 kilómetros celebrado en Tarquinia (Italia).
Ha ganado en 3 ocasiones la Subida al Pico Veleta, estableciendo el récord de la competición en 3:50:43.

## Carrera militar
Se formó en la Academia General Militar de Zaragoza y la Academia de Infantería de Toledo. Posteriormente estuvo en la Escuela Militar de Montaña y Operaciones Especiales de Jaca.
Cuando ostentaba el rango de capitán, realizó el Curso de Estado Mayor en la Escuela Superior de las Fuerzas Armadas de Madrid.
Como teniente coronel, estuvo en Mosul (Irak), siendo el jefe del Grupo de Operaciones Especiales «Granada II» y del equipo español de boinas verdes, donde estuvieron instruyendo a las tropas iraquíes.
Cuando ascendió a coronel en 2022, fue destinado a Ceuta como coronel jefe del Tercio «Duque de Alba», 2.º de la Legión, cargo que ocupó hasta 2024.

## Palmarés internacional
| Campeonato Mundial de 100 km | Campeonato Mundial de 100 km | Campeonato Mundial de 100 km | Campeonato Mundial de 100 km |
| Año                          | Lugar                        | Medalla                      | Prueba                       |
| ---------------------------- | ---------------------------- | ---------------------------- | ---------------------------- |
| 2008                         | Tarquinia (Italia)           | Medalla de bronce            | 100 km                       |
| Campeonato Europeo de 100 km |                              |                              |                              |
| Año                          | Lugar                        | Medalla                      | Prueba                       |
| 2008                         | Tarquinia (Italia)           | Medalla de bronce            | 100 km                       |